# 大地窩堡駅
大地窩堡駅（だいちかほうえき、中国語: 大地窝堡站、ウイグル語: چوڭ دىۋوپۇ）は、中華人民共和国新疆ウイグル自治区ウルムチ市新市区に位置するウルムチ地下鉄1号線の駅である。

## 歴史
- 2018年10月25日: 開業[1]。

## 隣の駅
ウルムチ地下鉄
■1号線
宣仁墩駅 - 大地窩堡駅 -  国際機場駅